# HIGH CARD
HIGH CARD(하이 카드, 모두 대문자)는 카와모토 호무라, 무노 히카루, TMS 엔터테인먼트 가 만든 일본의 멀티미디어 프랜차이즈이다. 2023년 1월부터 3월까지 방영된 스튜디오 히바리 가 제작한 만화 시리즈, 소설 시리즈, 드라마 CD, 애니메이션 TV 시리즈로 구성되어 있으며, 2024년 1월에 두 번째 시즌이 방영되었다. 프로젝트의 주제는 포커이다. 제목부터 카드 게임 형태를 언급하는 가상의 장소 이름까지 모든 것이 포함되어 있다.
2022년 11월 Anime NYC 에서 열린 애니메이션 시리즈 미리보기에서 카와모토와무노는 HIGH CARD 가킹스맨 영화에서 많은 영감을 받았다고 덧붙였다. 여기에는 일본 이외의 가상 왕국에 배경을 두기로 한 결정도 포함된다. 전 세계적으로 더 넓은 청중에 어필하기 희망한다고 밝혔다.

## 구성
포랜드 왕국의 왕가는 52장의 "X-재생 중 카드"로 구성된 비밀 덱을 보유하고 있으며, 각 카드는 이를 사용하는 사람에게 초인적인 힘이나 능력을 부여한다. 그러나 카드는 한 달 전에 도난당할 뻔한 후 땅 곳곳에 흩어졌다. 현재 핀이라는 도둑은 집주인이 고아원을 정리하기 전에 고아원을 위한 기금을 마련하기 위해 고군분투하고 있다. 차를 타고 카지노에 간 후 핀은 곧 왕이 52장의 카드를 모두 회수하라는 임무를 받은 특수 그룹인 High Card에 합류하는 동시에 피노클레 자동차 회사의 판매원으로 잠복근무를 하게 된다.
하이 카드는 피노클을 무너뜨리려는 라이벌 자동차 회사 '후즈후'와 자신들의 사악한 목적을 위해 X-재생 중 카드를 원하는 클론다이크 마피아 가족의 위협에 대처해야 한다.

## 미디어

### 일본 만화 영화
2021년 6월 9일, 카와모토 호무라, 무노 히카루, TMS 엔터테인먼트가 애니메이션 TV 시리즈를 포함한 멀티미디어 프랜차이즈를 제작하고 있다고 발표되었다. 이 프로젝트는 KADOKAWA및 새미와 협력하여 수행된다
이 시리즈는 스튜디오 히바리 가 제작하고 수일 와다가 감독하고 케니치 야마시타, 카즈히코 이누카이, 신어 긴, 및 나오키 쿠로야나기 가 대본을 작성했다. 캐릭터 디자인은 카와노 노조미; 다카하시 료가 음악을 작곡했다. AT-X 등을 통해 2023년 1월 9일부터 3월 27일까지 방영됐다. 오프닝 주제곡은 파이브 뉴 올드의 'Trickster'이고, 엔딩 주제곡은 'Squad!'이다. 메이찬으로. Crunchyroll은 시리즈 라이선스를 받았다.
두 번째 시즌이 2023년 3월 26일 AnimeJapan 에서 발표되었다. 2024년 1월 8일에 첫 방송되었다. 오프닝 주제곡은 'Showdown'으로 파이브 뉴 올드가 다시 부른 반면, 엔딩 주제곡 "Hakuchūmu" (白昼夢, [백일몽] 오류: {{nihongo}}: transliteration text not Latin script (pos 1: 백) (도움말))  는 라온이 불렀다.

### 인쇄
프랜차이즈의 만화 와 소설 각색이 발표되었다. High Card -♢9 No Mercy 라는 제목의 외전 만화가 스퀘어 에닉스의 온라인 만화 잡지 Manga Up에서 연재를 시작했다! 2022년 8월 31일. 만화의 장은 2024년 1월 6일 현재 두 권 의 단행본 으로 수집되었다.